# Grigorowitsch GASN
Die Grigorowitsch GASN (russisch Григорович ГАСН (Гидроаэроплан специального назначения, Gidroaeroplan spezialnowo nasnatschenija, so viel wie Seeflugzeug für spezielle Aufgaben)) war ein zweimotoriges Seeflugzeug des russischen Konstrukteurs Dmitri Grigorowitsch, welches als Torpedoflugzeug konzipiert war.

## Entwicklung
Die Entwicklung begann 1916. Im Werk Schtschetinin in Sankt Petersburg wurde Grigorowitsch dabei von Michail Schischmarjow unterstützt.
Der Doppeldecker besaß einen zentralen Rumpf und zwei einstufige Schwimmer. Das Vorderteil des Rumpfes war im Wesentlichen aus Holz gefertigt und mit Sperrholz beplankt, das Heck besaß eine Segeltuchbespannung. Die Flügel-Streben wurden aus Stahl hergestellt. Im Bereich der Triebwerke wurde der obere Tragflügel ausgespart um etwas mehr Abstand zur Luftschraube zu gewinnen. Die Triebwerke waren in einem Strebengerüst zwischen den Tragflächen aufgehängt. Das Leitwerk war ebenfalls als Doppeldecker ausgeführt und trug insgesamt drei Ruder. Der Erstflug fand am 24. April 1917 statt.
Im Bug der Maschine befand sich der Platz des Beobachters, der gleichzeitig als MG-Schütze diente. Im mittleren Bereich des Rumpfes war das Cockpit mit Platz für die beiden Piloten. Hinter dem Flügel war nochmals ein Platz für einen weiteren Schützen. Aufgrund der eingereichten Zeichnungen wurde ein Auftrag zur Fertigung von 10 Maschinen erteilt.
Nach dem Erstflug wurde zunächst nur eine weitere Maschine gebaut. Ihre Flugerprobung vom 24. August bis zum 24. September durch A. E. Grusinow (А. Е. Грузинов) verlief erfolgreich, obwohl am letzten Versuchstag ein Schwimmer brach. Insbesondere die Seetüchtigkeit wurde als sehr gut bewertet. Allerdings musste der Schwerpunkt etwas nach vorne verlegt werden, die Tragflügel erhielten eine leichte Pfeilung und die Ruderfläche wurde vergrößert. Nach diesen Änderungen wurden im Herbst 1917 weitere Flugversuche vorgenommen, bei der sich jedoch weitere Probleme einstellten, die vor der endgültigen Serienfertigung noch beseitigt werden mussten.
Aufgrund des Russischen Bürgerkriegs konnten in den Jahren 1918 und 1919 keine weiteren Versuche durchgeführt werden, und der Typ veraltete langsam. Trotzdem wurde die Erprobung 1920 noch einmal aufgenommen. Nach einigen Flügen kam es am 4. November zu einem Triebwerksausfall (wegen eines Sikkativs im Öltank), und die Maschine musste zwei Kilometer vor der Küste notwassern. Wegen des Zufrierens der See konnte sie zunächst nicht geborgen werden. Schließlich gelang die Bergung, aber die Flugversuche wurden nicht wieder aufgenommen.

## Technische Daten

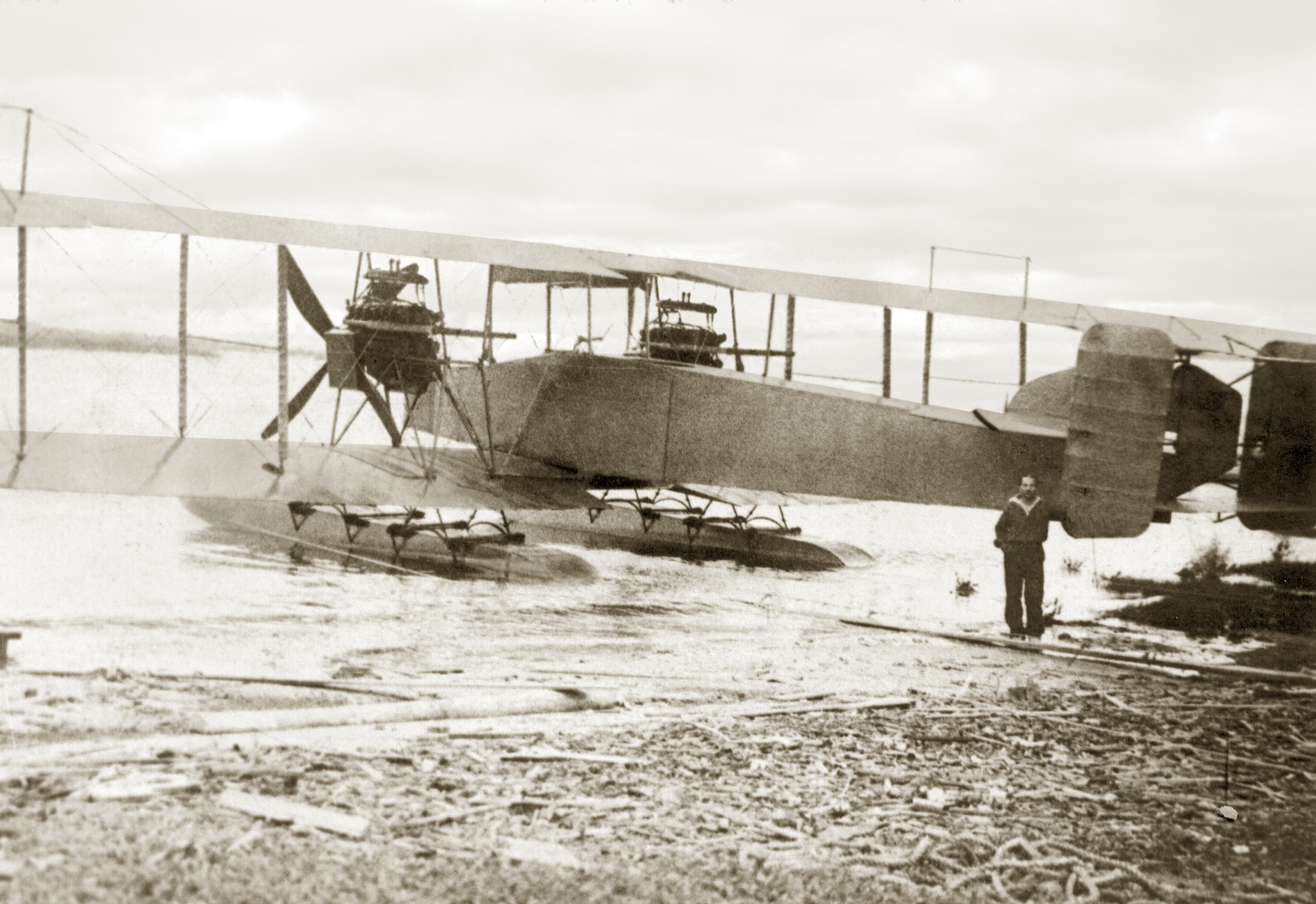
GASN in St. Petersburg (1917)

| Kenngröße             | Daten                                          |
| --------------------- | ---------------------------------------------- |
| Besatzung             | 4                                              |
| Triebwerke            | zwei Rolls-Royce-Motoren zu je 220 PS (162 kW) |
| Länge                 | 28 m                                           |
| Flügelfläche          | 150 m²                                         |
| Nutzlast              | 1450 kg                                        |
| Höchstgeschwindigkeit | 110 km/h                                       |
| Bewaffnung            | 1 oder 2 MG; ein Torpedo                       |